# Johannes Cornelis Sikkel
Johannes Cornelis Sikkel, meest bekend als dominee Sikkel (Utrecht, 18 november 1855 – Amsterdam, 17 augustus 1920) was een vooraanstaand predikant en grondlegger van de Christelijk-sociale beweging.
Hij was zoon van keurmeester slachtvee Arnoldus Sikkel en winkelierster Annetta Carolina van Ellekom. Sikkel zelf was getrouwd met Christine Odink (vanaf 1883 tot haar overlijden in 1895) en haar zuster Hendrina Elisabeth Odink (vanaf 1896). Dochter Hendrina Elisabeth Sikkel uit het eerste huwelijk trouwde met politicus Pieter Sjoerds Gerbrandy. Zoon Nico Sikkel uit het tweede huwelijk werd verzetsman tijdens de Tweede Wereldoorlog. 
Zijn opleiding begon aan een tussenschool, een school niet bestemd voor de armen en/of de rijken. Daarna volgde hij een onderwijzersopleiding nog in Utrecht. In 1873 vertrok hij dan ook naar Voorschoten om er hulponderwijzer te worden; een jaar later was hij hulponderwijzer in Zeist. Een predikant aldaar adviseerde hem theologie te gaan studeren, een advies dat hij in oktober 1877, dan alweer woonachtig in de Domstad, opvolgde door zich in te schrijven bij de Utrechtse universiteit. In juni 1879 volgde zijn propedeuse, in 1881 volgde in twee stappen het kandidaatsexamen. In 1882 wist hij in Groningen zijn kerkelijk examen af te ronden. Hij gang als predikant aan de slag in Biezelinge, gevolgd door eenzelfde functie in Hijlaard vanaf 1885. In Hijlaard vond in januari 1887 een doleantie plaats, waar hij de kant koos voor de meer behoudende kant; hij was medestander van Abraham Kuyper. Hij werd redacteur bij het Friesch Kerkblad. In november 1888 vertrok hij naar Den Haag en in 1899 vestigde hij zich in Amsterdam. Wonend in Amsterdam werd hij redacteur van de Zuid-Hollandsche Kerkbode. Door zijn werkzaamheden steeg zijn ster binnen het Gereformeerde geloof. Hij was in november 1891 spreker tijdens het Christelijk Sociaal Congres, waarin hij onder meer nadruk legde op de vooral huishoudelijke taken van de vrouw; een mening die hij later zou herzien. In 1894 werd hij hoofdredacteur bij het Zuid-Hollandsche Kerkblad, per 1895 getiteld Hollandsch Kerkblad en vanaf 1905 tot 1916 Hollandia. Hij schreef daarin theologische, kerkelijke en maatschappelijk verhandelingen.
Dit alles werd vanaf de Spoorwegstaking in 1903 doorkruist met zijn bemoeienissen binnen het arbeidsrecht. In zijn ogen was de toenmalige vraag om verbetering van arbeidsomstandigheden uitgelopen op een klassenstrijd. Hij zag meer in arbeidcontracten en afspraken over arbeidsloon, werktijden en arbeidersinspraak. Ook was hij voorstander van arbeidersparticipatie en een eerste stap naar winstdeling. Hij stond daarin ogenschijnlijk tegenover Syb Talma, maar in de loop der jaren zou er een andere moderne vakbeweging uit tevoorschijn komen. Sikkel was in 1908 verhuist naar het adres Eerste Constantijn Huygensstraat 120.
Zijn oeuvre bestaande uit onder meer preken, tot dan toe onuitgegeven werk en herdrukken werd van 1921 tot 1931 uitgegeven onder de gezamenlijke titel Uit den schat des woords; georganiseerd door het J.C. Sikkel-fonds. Het sociale vraagstuk bij het licht van Gods woord, een bundeling verhandelingen werd in 1926 uitgebracht.      
Tijdens zijn leven werd Sikkel geconfronteerd met ziekte in zijn omgeving. In 1866 was dat een choleraepidemie, die zou leiden naar zijn roman Gelouterd verschenen onder pseudoniem Guido Filius. Het overlijden van zijn eerste vrouw aan tuberculose leidde tot zijn bemoeienissen met Verpleegtehuis Sonnevanck. In 1921 werd aan de gevel van het gebouw Eerste Constantijn Huygensstraat een gedenksteen geplaatst ter nagedachtenis aan Sikkel. Volgens het televisieprogramma Verborgen Verleden (seizoen 2020) is Sikkel een van de voorvaders van Erik van Muiswinkel. 
- Biografisch Portaal: 11179889
- International Standard Name Identifier: 0000 0000 3325 2192
- Library of Congress Control Number: n98083473
- Nationale Bibliotheek van Israël: 987007344781005171
- Nederlandse Thesaurus van Auteursnamen: 071906282
- Virtual International Authority File: 35308834
- WorldCat: E39PBJqfHXKcgHCqWypcbBkCcP

1. ↑  De Standaard, 9 april 1921, gedenksteen